# Pyla-Kokkinokremmos
Koordinaten: 34° 59′ 26″ N, 33° 42′ 50″ O
Pyla-Kokkinokremmos (griechisch Πύλα-Κοκκινόκρεμμος) ist der Name eines archäologischen Fundorts im Südosten der Insel Zypern. Er befindet sich auf der etwa 60 Meter hohen Erhebung Kokkinokremmos, ungefähr 2,4 Kilometer südöstlich des Ortes Pyla und 1,1 Kilometer nördlich der Küste des Mittelmeers. Auf dem felsigen Plateau, von dem man den Weg von der Bucht von Larnaka ins Innere der Insel überblickt, wurden an mehreren Stellen Teile einer spätbronzezeitlichen Siedlung freigelegt, die gegen Ende des 13. Jahrhunderts v. Chr. gegründet und bereits im ersten Viertel des 12. Jahrhunderts v. Chr. wieder aufgegeben wurde. Die Funktion der Siedlung ist umstritten. Es wurde die Option diskutiert, ob es sich um Festung handelte, die die Region schütze.

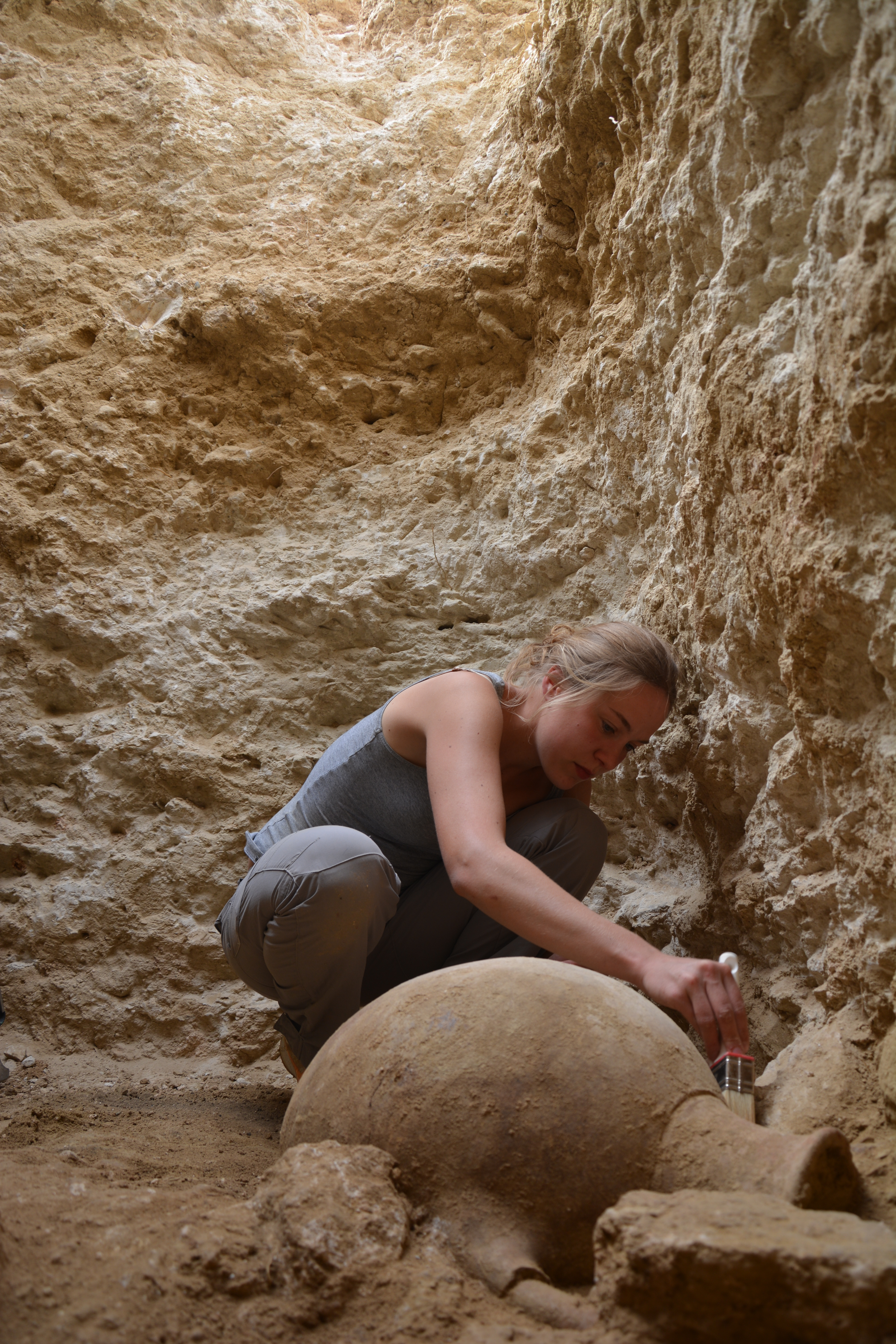
Ausgrabung in Pyla (2015)

Nur ein kleiner Teil der Siedlung ist bisher ausgegraben. Es wurden verschiedene Hauseinheiten freigelegt. Diese sind eng beieinander errichtet. Einzelne Räume gruppieren sich meist um einen inneren Hof oder zentralen Raum. Es fand sich ausgesprochen viel mykenische Keramik.
Lange wurde vermutet, dass Zypern um 1200 v. Chr. durch Neuankömmlinge aus dem Mykenischen Kulturkreis besiedelt wurde. Dies wurde vor allem anhand der nun zahlreich aufkommenden mykenischen Keramik, die teilweise auch auf der Insel produziert wurde, erschlossen. Gleichzeitig schienen zahlreiche alte Siedlungen aufgegeben worden zu sein.  Zu den Neugründungen, die vor allem mykenischen Griechen zugeschrieben wurden, gehörte neben Pyla-Kokkinokremmos u. a. auch Maa. Mittlerweile sind diese Interpretationen sehr umstritten. Die Bevölkerung Maas bestand nur z. T. aus Neuankömmlingen aus Griechenland, Zerstörungshorizonte oder die Aufgabe wichtiger Siedlungen werden nun später datiert und neuere Ausgrabungen in Pyla-Kokkinokremmos brachten Funde aus ganz unterschiedlichen Kulturen zu Tage: Neben einheimischen Objekten kamen auch Funde ägyptischer, syro-palästinischer, kretischer, anatolischer, griechischer und sogar sardischer Provenienz zu Tage.